# ملفين دي لييو
ملفين دي لييو (بالهولندية: Melvin de Leeuw)‏ هو لاعب كرة قدم هولندي في مركز الهجوم، ولد في 25 أبريل 1988 في بيرخن أوب زووم في هولندا. لعب مع نادي روس كاونتي ونادي كامبور.

## وصلات خارجية
- ملفين دي لييو على موقع قاعدة بيانات كرة القدم.إي يو (الإنجليزية)
- ملفين دي لييو على موقع Soccerway.com (الإنجليزية)